# Д’Авриль, Йола
Йо́ла д’Аври́ль (фр. Yola d’Avril; 8 апреля 1907, Лилль, Франция — 2 марта 1984, Порт-Хаенем, Калифорния, США) — американская актриса

.

## Биография

### Ранние годы жизни и начало карьеры
Йола д’Авриль родилась 8 апреля 1907 года в городе Лилль, Франция. Во время Первой мировой войны, её семья перебралась в Париж, где она и выросла вместе с братом. После смерти её отца в 1923 году, она переехала в Канаду, где стала танцовщицей. Чуть позже Йола отправилась в Голливуд, где начала получать небольшие роли в таких немых фильмах как «Чиня Венеру» и «Она идёт на войну» (1929). 

«Все говорили мне: «Ты должна отправиться в Голливуд и попробовать сниматься в кино, так что я отправилась туда и начала кинокарьеру, как эпизодница»— д’Авриль о начале своей карьеры в Голливуде
Она стала близкими друзьями с актрисой Глорией Суонсон, которая стала наставником в её карьере.

### Дальнейшая жизнь и карьера
В 1931 году она сыграла в фильме «Божий дар женщинам» с Джоан Блонделл. В следующем году она работала со Спенсером Трейси в фильме «Воздушные дьяволы». В 1939 году сыграла одну из девочек Белль в культовом фильме «Унесённые ветром».
Йола недолгое время была замужем за музыкальным продюсером Эдди Уордом, они развелись в 1941 году.

### Закат карьеры и последние годы жизни
Хотя она появилась в более чем семидесяти фильмах, она так и не стала крупной кинозвездой. Её последней работой стала роль в драме 1953 года «Потерялся маленький мальчик».
Йола завершила кинокарьеру и спокойно доживала свои годы в Порт-Хаенеме, штат Калифорния, со своим вторым мужем. Она умерла 2 марта 1984 года в возрасте 76-ти лет.

## Избранная фильмография
| Год  |   | Русское название               | Оригинальное название          | Роль                                                                                      |
| ---- | - | ------------------------------ | ------------------------------ | ----------------------------------------------------------------------------------------- |
| 1929 | ф | Парад любви                    | The Love Parade                | Полетт                                                                                    |
| 1930 | ф | На западном фронте без перемен | All Quiet on the Western Front | Сюзанн                                                                                    |
| 1930 | ф | Король джаза                   | King of Jazz                   | жена автовладельца / Мари                                                                 |
| 1931 | ф | Свенгали                       | Svengali                       | Горничная                                                                                 |
| 1934 | ф | Тарзан и его подруга           | Tarzan and His Mate            | Госпожа Феронде                                                                           |
| 1935 | ф | Одиссея капитана Блада         | Captain Blood                  | Девушка в таверне                                                                         |
| 1937 | ф | Я встретила его в Париже       | I Met Him in Paris             | Жена-француженка в Номере 617                                                             |
| 1937 | ф | Ураган                         | The Hurricane                  | Певица в клубе «Гибискус» (поёт песню «I Can't Give You Anything but Love» по-французски) |
| 1939 | ф | Унесённые ветром               | Gone with the Wind             | Девушка Белль                                                                             |
| 1946 | ф | Плащ и кинжал                  | Cloak and Dagger               | Первая медсестра                                                                          |
| 1948 | ф | Извините, ошиблись номером     | Sorry, Wrong Number            | Горничная-француженка                                                                     |
| 1952 | ф | Экспресс «Красный шар»         | Red Ball Express               | Барменша                                                                                  |